# Lakeland Shores
Lakeland Shores é uma cidade localizada no estado americano de Minnesota, no Condado de Washington.

## Demografia
Segundo o censo americano de 2000, a sua população era de 355 habitantes.
Em 2006, foi estimada uma população de 343, um decréscimo de 12 (-3.4%).

## Geografia
De acordo com o United States Census Bureau tem uma área de
1,9 km², dos quais 0,8 km² cobertos por terra e 1,1 km² cobertos por água.

## Localidades na vizinhança
O diagrama seguinte representa as localidades num raio de 8 km ao redor de Lakeland Shores.